# White Devil Armory
White Devil Armory sedamnaesti je studijski album thrash metal sastava Overkill. Diskografska kuća Nuclear Blast Records objavila ga je 18. srpnja 2014. u Europi a eOne Music 22. srpnja u Sjedinjenim Državama.

## Popis pjesama
1. "XDᵐ" - 0:49
2. "Armory" - 3:53
3. "Down to the Bone" - 4:04
4. "Pig" - 5:21
5. "Bitter Pill" - 5:48
6. "Where There's Smoke..." - 4:20
7. "Freedom Rings" - 6:52
8. "Another Day To Die" - 4:56
9. "King of the Rat Bastards" - 4:09
10. "It's All Yours" - 4:26
11. "In the Name" - 6:03

## Zasluge

### Overkill
- D. D. Verni - bas-gitara
- Bobby "Blitz" Ellsworth - vokali
- Dave Linsk - gitara
- Derek "The Skull" Tailer - vokali
- Ron Lipnicki - bubnjevi